# Beau Snellink
Beau Snellink (Noorden, 14 mei 2001) is een Nederlandse langebaanschaatser. Hij schaatst anno 2024 voor Team Essent (voorheen Team Jumbo-Visma) onder leiding van Jac Orie.

## Carrière
Snellink werd geboren in het Zuid-Hollandse plaatsje Noorden. Samen met zijn ouders schaatste hij in zijn jonge jaren veel op de dichtgevroren Nieuwkoopse plassen. Al snel bleek dat de jonge Snellink het schaatsen echt leuk vond. Hij werd daarom lid van Team Nino en in de wintermaanden schaatste hij zijn rondjes op de Vechtsebanen in Utrecht. Het was Mariska Tersteeg die in die beginjaren als eerste aan zijn techniek schaafde. Aanvankelijk zat Snellink ook nog op voetbal en tennis, maar hij koos zo rond zijn vijftiende jaar definitief voor het schaatsen. De jonge schaatser viel niet meteen op door zijn gereden tijden. Fanatiek als hij was, meldden zijn ouders hem aan voor de jeugdmarathons op zijn thuisbaan in Utrecht. In zijn derde jeugdmarathon boekte hij als 12-jarige zijn eerste overwinning. In seizoen 2014/2015 nam hij al deel aan marathons met senioren in de C4-categorie. Ook hier won hij een enkele marathon. De jaren daarna was hij dominant in de C3- en C2-categorie.
Met zijn prestaties op de marathon werden ook zijn langebaantijden stap voor stap beter. Daarom werd hij in het seizoen 2018/2019 uitgenodigd voor het RTC Midden. Hier werden onder leiding van trainer Stefano Donagrandi enorme stappen in de richting van de 'top' van het schaatsen gezet. Na twee mooie jaren werd er een stap gemaakt naar het team TalentNED. Onder leiding van Rutger Tijssen werd nog een stap gezet en in november 2020 eindigde hij als zesde op de Nederlandse kampioenschappen schaatsen allround 2021.
Op 12 februari 2021 won hij samen met Patrick Roest en Marcel Bosker de wereldtitel op de ploegenachtervolging bij de wereldkampioenschappen schaatsen afstanden.

## Persoonlijke records
| Afstand      | Tijd     | Datum            | Baan       |
| ------------ | -------- | ---------------- | ---------- |
| 500 meter    | 37,61    | 24 februari 2024 | Heerenveen |
| 1000 meter   | 1.12,82  | 15 januari 2022  | Heerenveen |
| 1500 meter   | 1.46,82  | 29 december 2024 | Heerenveen |
| 3000 meter   | 3.39,91  | 20 december 2021 | Heerenveen |
| 5000 meter   | 6.07,66  | 1 februari 2025  | Milwaukee  |
| 10.000 meter | 12.39,35 | 25 januari 2025  | Calgary    |

(laatst bijgewerkt: 1 februari 2025)

## Resultaten
| Jaar | NK Afstanden                        | NK Allround           | EK Allround         | WK Afstanden          | Wereldbeker |
| ---- | ----------------------------------- | --------------------- | ------------------- | --------------------- | ----------- |
| 2020 | 10e massastart                      |                       |                     |                       |             |
| 2021 | 12e 5000m                           | 6e (14e, 4e, 10e, 5e) |                     | achtervolging         |             |
| 2022 | 13e 5000m 8e 10.000m 13e massastart | · (11e, , 5e, )       |                     |                       |             |
| 2023 | 4e 5000m 4e 10.000m 19e massastart  | · (13e, , 7e, )       | 6e (8e, 4e, 8e, 4e) | achtervolging         | 5 en 10 km  |
| 2024 | 16e 1500m 11e 5000m 8e 10.000m      | · (10e, , , 4e)       |                     | 5e achtervolging      |             |
| 2025 | 5000m · 10.000m                     | · (12e, , )           | · (14e, , 9e, )     | 5000m · achtervolging |             |

(#, #, #, #) = afstandspositie op allroundtoernooi (500m, 5000m, 1500m, 10.000m).
Team Essent
Angel Daleman · Sijmen Egberts · Jarle Gerrits · Isabel Grevelt · Freek van der Ham · Sanne in 't Hof · Chloé Hoogendoorn · Chris Huizinga · Kars Jansman · Selma Poutsma · Merijn Scheperkamp · Suzanne Schulting · Tijmen Snel · Beau Snellink · Remco Stam · Meike Veen · Mathias Vosté · Joep Wennemars
Coaches: Sicco Janmaat · Ben Jongejan · Jac Orie · Dave Versteeg